# Ludwig Förster

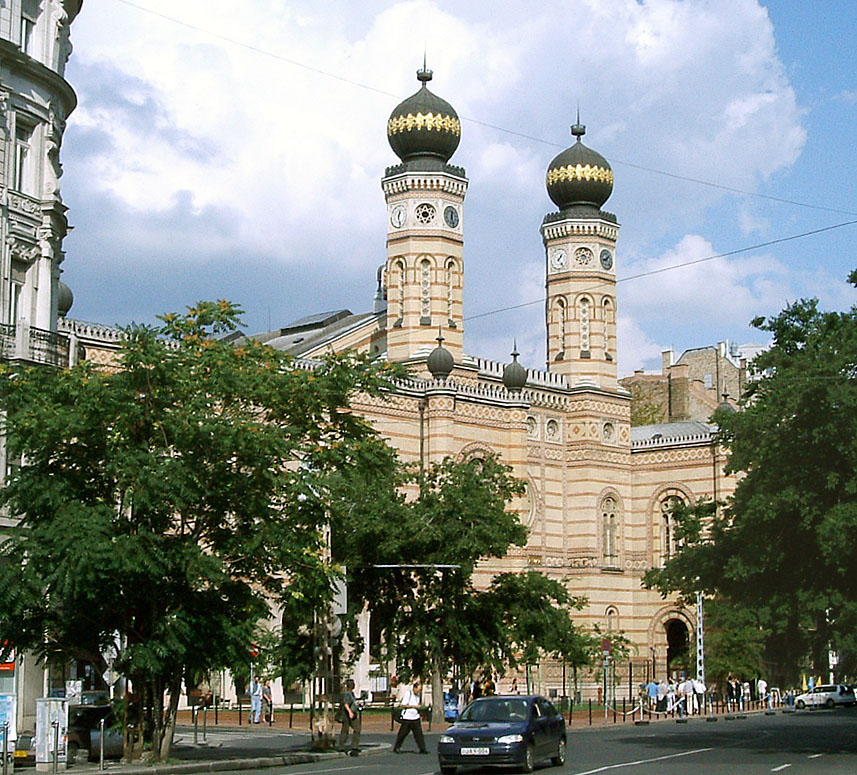
A budapesti Dohány utcai zsinagóga

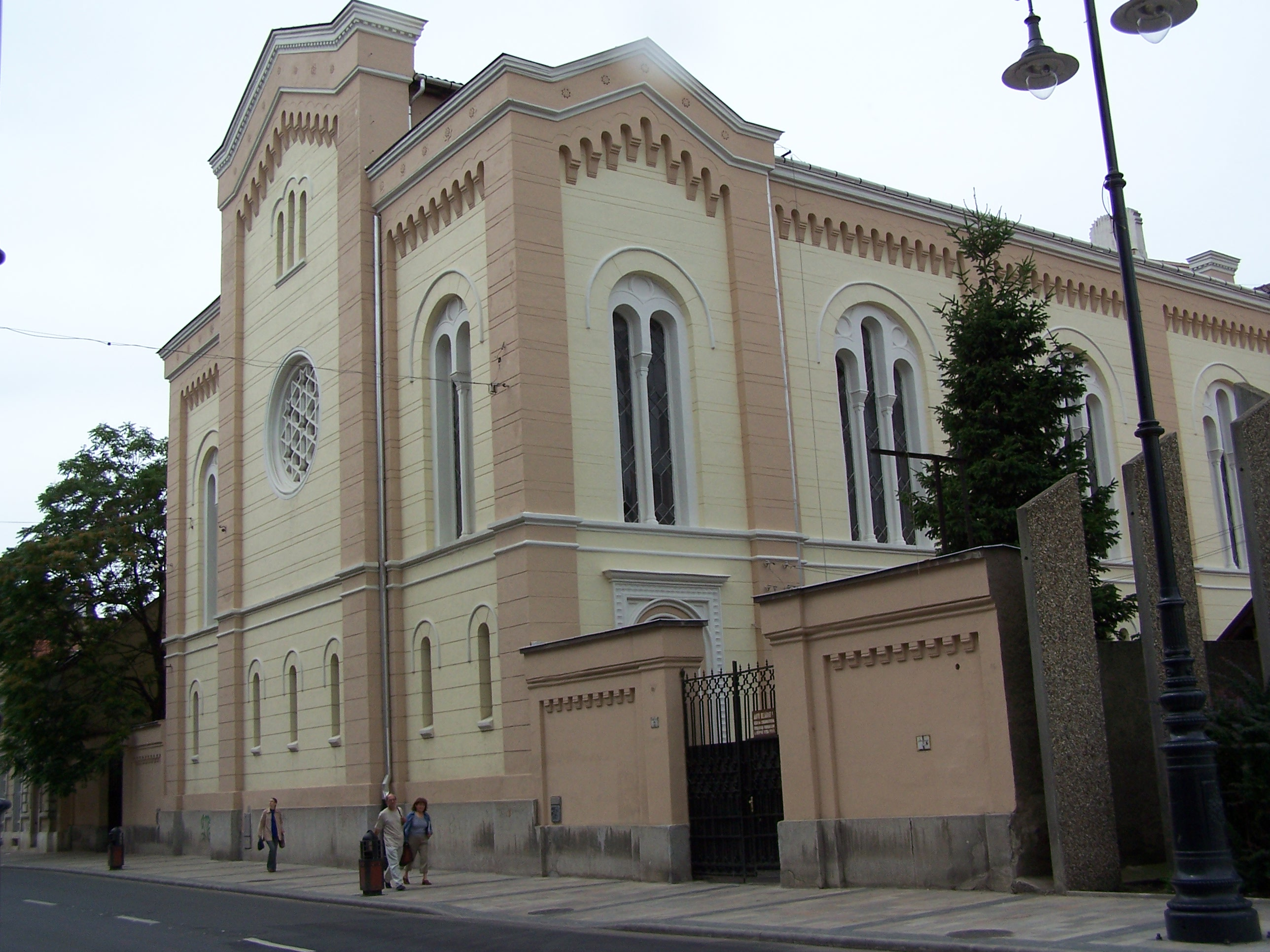
A miskolci Kazinczy úti zsinagóga

Ludwig Förster (teljes nevén Ludwig Christian Friedrich (von) Förster (magyarosan Förster Lajos) (Ansbach (Bayreuth), 1797. október 8. – Bad Gleichenberg, 1863. június 16.) osztrák építész, a historizmus képviselője.

## Életpályája
Előbb a Müncheni Képzőművészeti Akadémián tanult, majd Peter von Nobile tanítványa volt Bécsben. 1828-tól egy litográfiai műhelyt vezetett, majd ciköntödét alapított. 1836-tól ő adta ki az Allgemeine Bauzeitung című építészeti folyóiratot. 1839–1840-ben szabadfoglalkozású építészként alkotott, többek között Otto Wagner közreműködésével. 1842 és 1845 között a Bécsi Képzőművészeti Akadémia professzora volt. 1846 és 1852 között Förster Theophil Hansennel dolgozott együtt. Részt vett a bécsi körút (Wiener Ringstraße) tervezésében. Fiai, Heinrich Förster és Emil Förster is építészek voltak.

## Stílusa
A historizmus képviselőjeként elsősorban neoreneszánsz épületeket alkotott.

## Épületei
- Theater Reduta, Bürgerhäuser, Brno (1831)
- Evangélikus templom, Gumpendorf (1849)
- Villa Pereira, Königstetten (1849)
- Arsenal (Bécs) (1849–1856)
- Maria-Hilf-Kirche, Bécs (1854)
- Dohány utcai zsinagóga, Budapest, (1854–1859)
- Augarten-Casino, Brünn (1855)
- Synagoge Tempelgasse, Bécs (1858) (lerombolva 1938-ban)
- Erzsébet híd (Elisabethbrücke), Bécs (1858)
- Kazinczy utcai zsinagóga, Miskolc (1863)
- Palais Todesco (1863)